# Fanning (armi)
Il fanning (dall'inglese, sventagliare) è una tecnica di tiro con il revolver a singola azione.
Questa consiste nell'armare il cane ripetutamente con la mano debole, mentre l'indice della mano forte tiene premuto il grilletto. Questa tecnica, detta in inglese "fanning the hammer", consente il "fuoco semi-automatico" di un revolver, ma funziona solo con le pistole a singola azione, in quanto i revolver a doppia azione richiedono che venga esercitata un'azione sul grilletto per ogni sparo. Il fanning, quando eseguito molto velocemente, può danneggiare il tamburo della pistola. Modernamente, si utilizza nelle competizioni di estrazione rapida ("Fast Draw") statunitensi, nelle quali in genere le pistole sono caricate a salve e utilizzano tamburi in alluminio e titanio al posto dell'acciaio utilizzato normalmente nei revolver a singola azione.